# حفظ الزخم الزاوي
انحفاظ الزخم الزاوي أو انحفاظ عزم الحركة الزاوية هو قانون في الديناميكا وفي الفيزياء، ينص على ثبات الزخم الزاوي لجسم. أي إذا كان هناك جسم يدور في مدار مثل دوران الكرة الأرضية حول الشمس فإن عزم دورانها أو كمية حركتها الدائرية تكون ثابتة، لا تتغير.
ووحدة الزخم الزاوي هي كيلوجرام.متر مربع /ثانية،
أو نيوتن، متر، ثانية،
أو جول، ثانية.

عزم الدوران T و الزخم الزاوي L. يحاول متّجه الزخم الزاوي اتخاذ الاتجاه الرأسي. لذلك يدور محور دوران الجسم حول المحور الرأسي.

ينطبق قانون انحفاظ الزخم الزاوي أيضًا على دوران جسم حول محوره.
ولنا مثال الكرة الأرضية التي تدور حول محورها وينطبق القانون على تلك الحركة، كما تدور الأرض حول الشمس في مدارها
وهنا ينطبق أيضًا قانون انحفاظ الزخم.
- وفي الذرة تدور الإلكترونات حول نواة الذّرة في مدارات. ويكون للإلكترون في مداره عزمًا زاويًا ثابتًا مثلما في حالة دوران الأرض حول الشمس. بالإضافة إلى تلك الحركة يدور الإلكترون حول نفسه (دوران مغزلي) وهذا ما يسمى spin، وينطبق قانون انحفاظ الزخم الزاوي أيضًا على الدوران المغزلي للإلكترون. وقد بينت ميكانيكا الكم أن الزخم المداري للإلكترون والزخم المغزلي يشتبكان مكونان محصلة زخمية متّجهه تسمى الترابط المغزلي المداري وينطبق قانون انحفاط الزخم عليها.

تُعرّف كمية الحركة الزاوية (أو الزخم الزاوي) لجسم يتحرك دائريًا حول محور بالعلاقة :
{\displaystyle \mathbf {L} =\mathbf {r} \times \mathbf {p} }
حيث:
{\displaystyle \mathbf {L} } كمية الحركة الزاوية للجسم.
{\displaystyle \mathbf {r} } بُعد متّجة المسافة بين الجسم عن مركز الدوران.
{\displaystyle \mathbf {p} } كمية الحركة الخطية الجسم وهي قيمة متّجههٍ حيث أنّ {\displaystyle {\mathcal {}}p=m\times v} يعتبر جداء (أي حاصل الضرب).